# Synchaeta triophthalma
Synchaeta triophthalma är en hjuldjursart som beskrevs av Robert Lauterborn 1894. Synchaeta triophthalma ingår i släktet Synchaeta och familjen Synchaetidae. Arten är reproducerande i Sverige. Inga underarter finns listade i Catalogue of Life.